# 最長肌
最長肌是在半棘肌側面的肌肉，為豎脊肌最長的一段，向上伸展至頸椎後路的橫突上。

## 背最長肌
背最長肌是豎脊肌中居於中間且最大的一段。
在腰部，背最長肌和腰髂肋肌相混雜。部份纖維附在腰椎橫突和副突的整段後表面上，以及胸腰筋膜]的前層上。
在胸部，背最長肌以圓腱附著至所有胸椎橫突的唇上，且以肉突附著至下方九或十根肋骨的結節和角之間。

## 頸最長肌
頸最長肌(Musculus longissimus cervicis)以細長的腱起始於上方四或五根胸椎橫突的頂端，並以相似的腱附著至第二至第六根頸椎的橫突後結節上。

## 頭最長肌
頭最長肌位於頸最長肌和頭半棘肌之間，以腱起始於上方四或五根胸椎的橫突及下方三或四根頸椎的關節突上，並附著至頭夾肌和胸鎖乳突肌下方的乳突後緣上。

## 外部連結
- 解剖學(Anatomy)-肌肉(muscle)-Longissimus muscle(最長肌) （页面存档备份，存于）
- eMedicine Dictionary上的longissimus+%28muscle%29
- Dissection at ithaca.edu （页面存档备份，存于）

本條目包含來自屬於公共領域版本的《格雷氏解剖學》之內容，而其中有些資訊可能已經過時。